# Сентенції

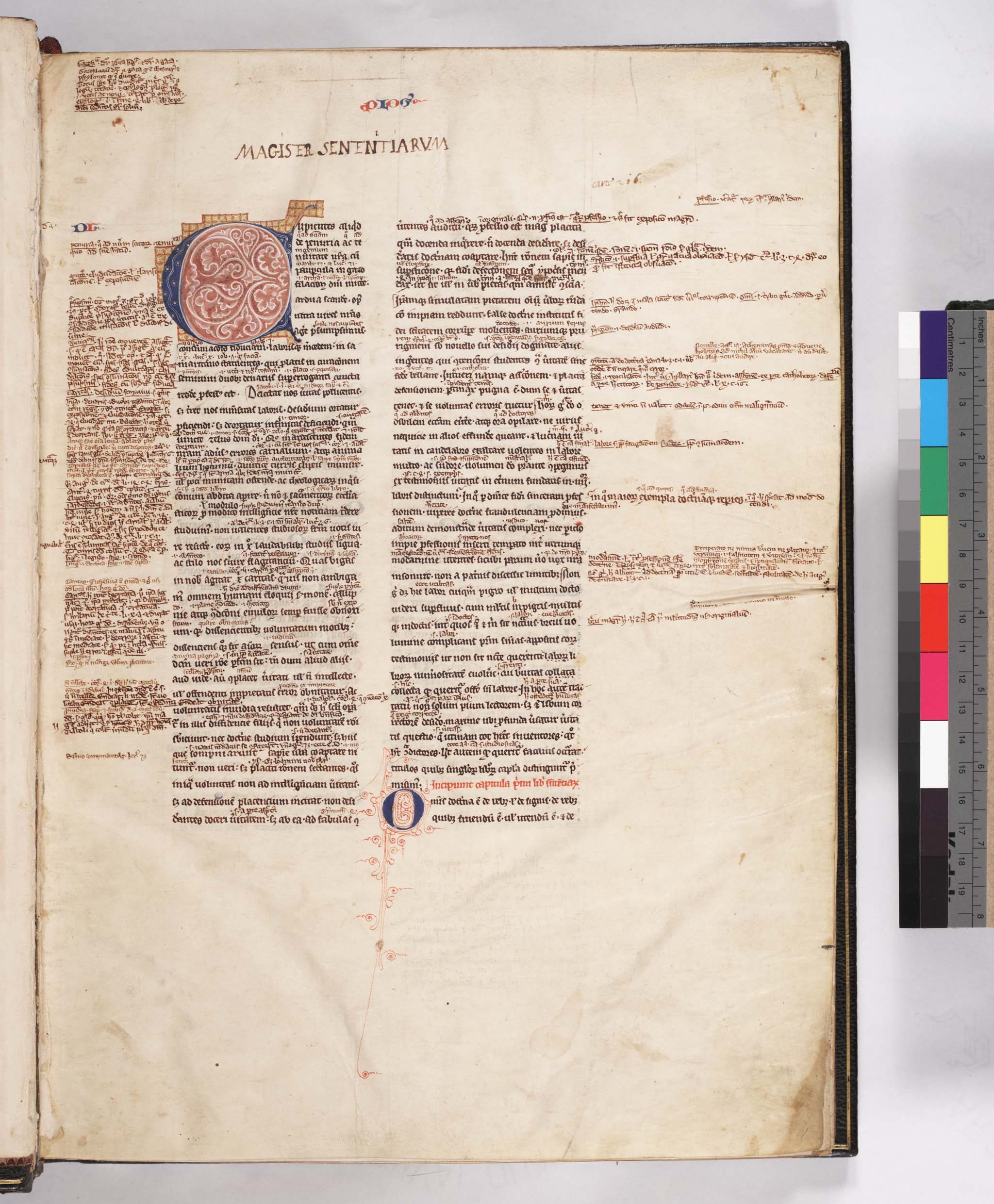
Початок Книги сентенцій у манускрипті XIV століття (Вільна бібліотека Філадельфії, Lewis E 170, fol. 1r)

Чотири книги сентенцій (лат. Libri Quattuor Sententiarum, англ. The Four Books of Sentences) — богословська книга, magnum opus Петра Ломбардського, написана у дванадцятому столітті. Це систематизована збірка богослов'я, написана близько 1150; вона отримала свою назву від sententiae (або авторитетні судження) щодо біблійних уривків, що зібрані разом.